# Zdeněk Pešánek
Zdeněk Pešánek (12. června 1896 Kutná Hora – 21. listopadu 1965 Praha) byl český sochař, malíř a architekt, průkopník v oblasti multimediálního kinetického umění. Od roku 1924 byl členem Devětsilu

## Život a dílo
Narodil se 12. 6. 1896 v Kutné Hoře. V letech 1914–1917 studoval sochařsko-kamenickou školu v Hořicích u prof. Kociána poté Akademii výtvarných umění v Praze, obor sochařství u Jana Štursy. Soukromě také studoval architekturu. Ve své tvorbě byl zpočátku ovlivněn expresionismem, kubismem poté se přiklonil ke konstruktivismu. Ve 26 letech se začal věnovat svému celoživotnímu dílu a to programu kinetického umění. Vytvořil řadu světelných a světelně kinetických plastik, experimentoval s kinetickým obrazem, s filmem, světelnou reklamou, osvětlením ve spojení s architekturou atd. Je autorem tzv. Barevného klavíru (spolupráce s firmou Petrof a klavíristou Schulhoffem). Klavír umožňoval kombinovanou hru barevných světel, tónů i barevných harmonií. Další jeho známé dílo je fontána Československého lázeňství, jde o světelnou instalaci umístěnou na dně bazénu. Obě díla byla vystavena roku 1937 v československém pavilonu na světové výstavě v Paříži. Teorii kinetismu rozvinul v publikaci Kinetismus (1941).

## Dílo
- Autoportrét (1921)

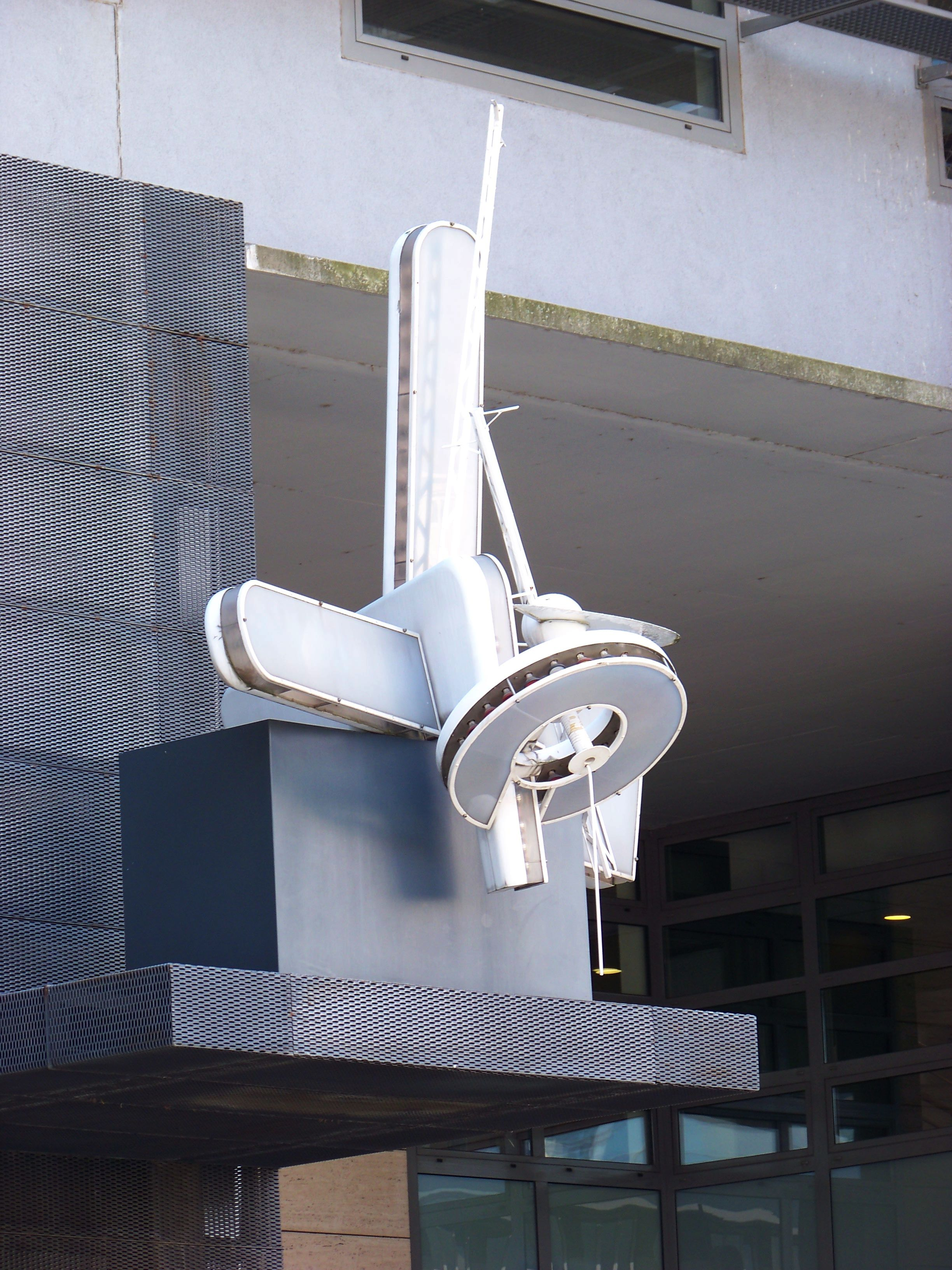
Kopie světelně kinetické plastiky z Edisonovy transformační stanice v Praze v měřítku 1:2, umístěná v průčelí budovy PRE v Praze-Vršovicích

- výzdoba Šekového úřadu v Brně (1925)
- Barevný klavír (1928)
- Pomník letectví (1926)
- Sto let elektřiny (1932-1936), soubor čtyř světelně-kinetických plastik vznikl na objednávku Elektrických podniků hl. m. Prahy a byl zamýšlen pro výzdobu Zengerovy transformační stanice.[3]
- první veřejná kinetická plastika na Transformační stanici Edison (1930)
- Fontána československého lázeňství (1936-1937) byla navržena pro československý pavilon na Mezinárodní výstavě umění a techniky v Paříži v roce 1937. Dochovaly se plastiky Ležící torzo a Mužské a ženské torzo, které jsou ve sbírkách Národní galerie v Praze.[3]
- publikace Kinetismus (1941)

## Výstavy
- Mezinárodní výstava umění a techniky v Paříži (1937)
- Sbírky moderního umění (Národní galerie 1996)
- Lanterna Magica (Paříž 2002–2003)
- Umění světla (Karlsruhe)
- Rytmy + pohyb + světlo (Plzeň 2012–2013)
- KINETISMUS: 100 let elektřiny v umění (Praha, Kunsthalle, 2022)